# Delosperma reynoldsii
Delosperma reynoldsii är en isörtsväxtart som beskrevs av Lavis. Delosperma reynoldsii ingår i släktet Delosperma, och familjen isörtsväxter. Inga underarter finns listade i Catalogue of Life.